# Carlos Gómez Carrera
Carlos Gómez Carrera, [per error figura de vegades com Carreras], (àlies Bluff), (Madrid, 1903 - Paterna, L'Horta Oest, 28 de juny de 1940) va ser un dibuixant espanyol. Va destacar durant la Guerra Civil amb els seus dibuixos i col·laboracions a publicacions com Adelante, La Correspondencia de Valencia, La Libertad i La Traca, mitjançant vinyetes amb clar rerefons antifeixista, i en les que va caricaturitzar a Franco «com una figura mofletuda i amb un barret fet amb plàtans».

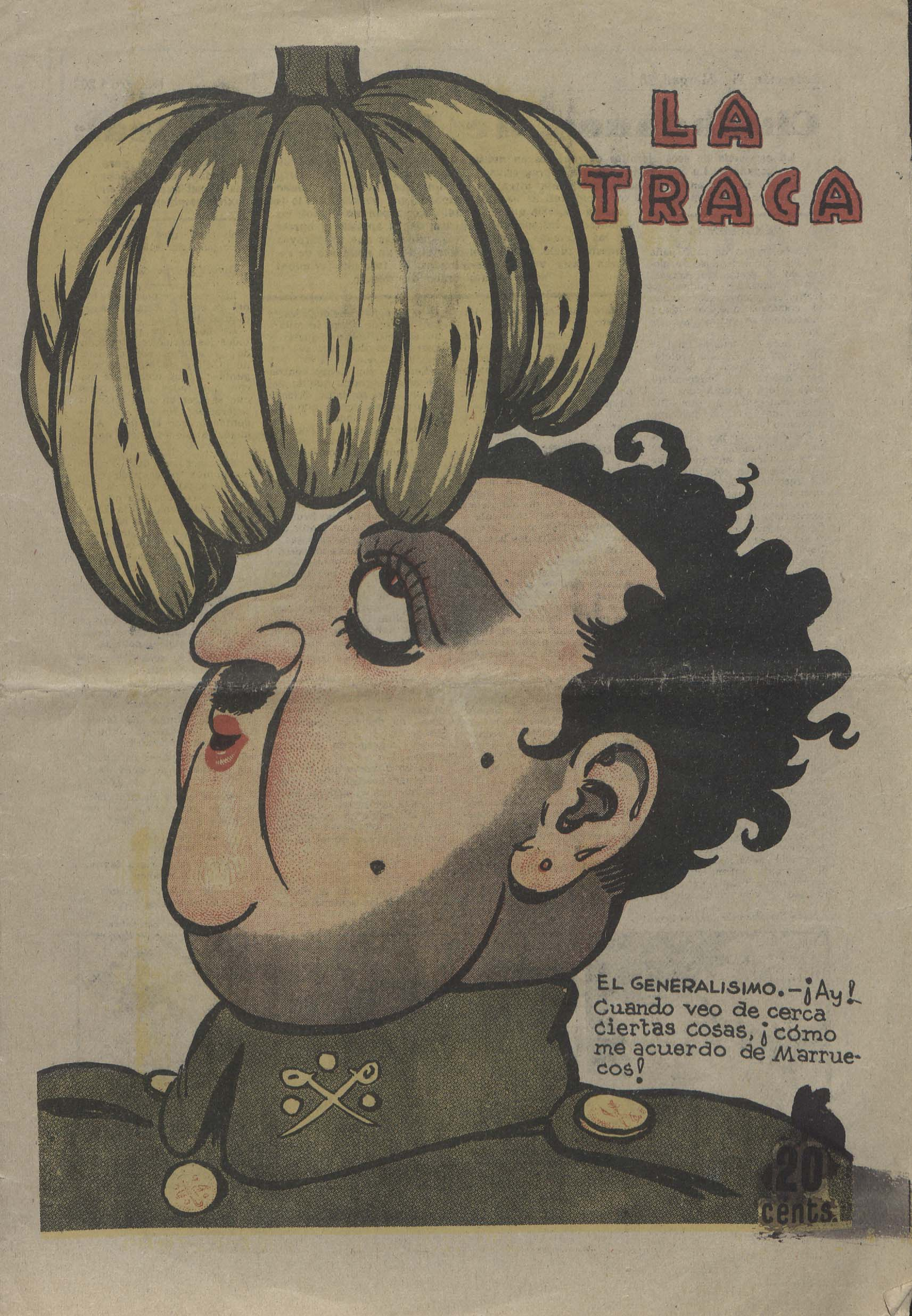
Portada de la revista satírica La Traca durant la guerra civil espanyola (16 de setembre de 1937), en la qual es mostra una caricatura del general Francisco Franco. S'hi atribueix la condició d'homosexual a Franco, a qui es retrata contemplant plàtans (metàfora fàl·lica) mentre declara «Ai! Quan veig de prop certes coses, ¡com me'n recordo del Marroc!».

Al final de la guerra va ser detingut de manera preventiva. Va ser jutjat i condemnat a mort, però la pena li va ser commutada. Ja en la Presó Cel·lular de València, es va acollir a la redempció de pena pel treball que havia propugnat la dictadura a través d'Acció Catòlica en l'Ordre del Ministeri de Justícia de l'11 de març de 1940. Així, Gómez Carrera va venir en crear una historieta - Don Canuto, ciudadano preso bruto - que es publicava al diari de presons, Redención, editat per la Direcció General de Presons i dirigit als presos. Amb el pas del temps s'incrementaren les subscripcions de Redención fins a prop d'un 100%, sobretot al País Valencià, el que va portar a les autoritats penitenciàries a assenyalar com a responsable de l'increment a Gómez Carrera i, després d'analitzar les seues vinyetes, van arribar a la conclusió de què una en concret, l'última que seria publicada, ocultava dibuixos de punys tancats i estreles roges, símbols del comunisme. Un Consell de guerra el va jutjar per rebel·lió, el va condemnar a mort i va ser executat al camp de tir de Paterna, junt unes altres sis persones, entre elles l'empresari Vicent Miguel Carceller, responsable de la revista La Traca, on havia publicat.